# Чедомир Петровић (физичар)
Чедомир Петровић (Београд, 20. јануар 1971) је српски физичар и академик, инострани члан састава Српске академије наука и уметности од 5. новембра 2015.

## Биографија
Завршио је основне студије на Физичком факултету Универзитета у Београду 1996, магистратуру на Државном универзитету Флориде 1997, докторат физичких наука 2000. и постдокторат у Ејмс лабораторији 2002. године. Радио је као научник у Националној лабораторији Брукхејвен од 2002, као гостујући професор на Институту за физику чврстог стања универзитета у Токију од 2008, као доцент Департмана за физику и астрономију Универзитета Џонс Хопкинс од 2007. и као гостујући професор на Физичком факултету универзитета у Београду од 2012. године. Истражује физика материјале и науку и инжењерство материјала. Инострани је члан састава Српске академије наука и уметности од 5. новембра 2015. и члан је Америчког физичког друштва од 2016. године. Добитник је награде „Марко Јарић” 2009. и „Александар фон Хумболт” за искусне истраживаче 2011.